# Roger Bigod, V conde de Norfolk
Roger Bigod (c. 1245-6 de diciembre de 1306) fue el V conde de Norfolk, tras suceder al hermano mayor de su padre Roger Bigod, IV conde de Norfolk (1209-1270) en 1270. Era hijo de Hugh Bigod (1211-1266), quien fue justiciar. Fue además mariscal de Inglaterra.

## Carrera

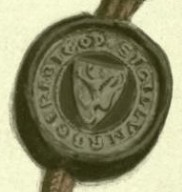
Sello de Roger Bigod anexo a la Carta de los Barones de 1301, en el que se ve a un león rampante. Firmó como Rogerus Bigo. Comes Norff. & Marescallus Anglie (Roger Bigod conde de Norfolk y mariscal de Inglaterra).

En 1269 heredó el título de mariscal de Inglaterra por parte de la familia Marshall, tras lo cual retomó como escudo de armas el anteriormente usado y adoptado por primera vez por su bisabuelo Guillermo el Mariscal: «En pal oro y sinople, encima de todo un león rampante gules». Anterior a esto, Bigod usaba el escudo de «Oro [y] una cruz gules».

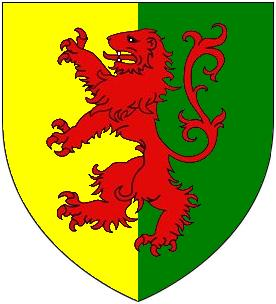

Bigod es el héroe de un altercado famoso con el rey Eduardo I en 1297, que surgió cuando el segundo dio orden a Bigod de unirse a la lucha contra el rey de Francia en Gascuña mientras que él iría a Flandes. El conde afirmó que por el feudo de sus tierras él solo estaba obligado a servir en ultramar en compañía del propio rey, a lo que el rey Eduardo respondió «Por Dios, conde, o irás o colgarás», a lo que Bigod respondió «Por el mismo juramento, O rey, ni iré ni colgaré».
El conde ganó la discusión y después de que Eduardo hubiera partido para Francia, junto con Humphrey de Bohun, III conde de Hereford, Bigod impidió la recaudación de contribuciones para la guerra y forzó a Eduardo a confirmar los diplomas en ese año, 1297, y otra vez en 1301. El historiador William Stubbs consideraba a Bigod y Bohun como «hijos degenerados de padres poderosos; más grandes en sus oportunidades que en su patriotismo».
El conde había realizado buenos servicios para el rey en el pasado, por ejemplo, relatos contemporáneos a agosto de 1282, lo sitúan en esa fecha «yendo a Gales para el servicio del rey». Durante su ausencia en Irlanda, Bigod había enviado cartas nominando a Reginald Lyvet y a William Cadel para actuar como sus abogados en Inglaterra ese año. Reginald Lyvet era probablemente el hijo de Gilbert de Lyvet, que fue lord alcalde de Dublín en varios mandatos a comienzos del siglo XIII y era partidario de William Marshall, conde de Pembroke. Algunos expertos se han preguntado cómo barones ingleses como Bigod y los Clare mantuvieron un control tan férreo sobre sus tierras irlandesas en un momento en que el control inglés sobre Irlanda comenzaba a debilitarse. Aparentemente parte del secreto fue la delegación de autoridad, como en este caso del conde a sus lugartenientes Lyvet y Cadel.

## Matrimonios
Bigod se casó en primer lugar con Aline Basset, viuda de Hugh le Despencer, I barón le Despencer (f. 1265), e hija y heredera de Soham (Cambridgeshire) por parte de su padre, sir Philip Basset. Su madre fue la primera esposa de Basset, Hawise de Lovaine, hija de sir Mateo de Lovaine.
Se casó en segundas nupcias con Alicia de Henao, hija de Juan II de Avenes, conde de Henao, y de Felipa, hija de Enrique, conde de Luxemburgo, y de Roche, marqués de Arlon.
Bigod no tuvo descendencia con ninguna de las dos.

## Muerte y sucesión
En 1302 el anciano Bigod entregó su condado al rey y lo recibió de nuevo, ahora restringido sólo para ser entregado a «los herederos de su cuerpo». Esto tuvo el efecto de desheredar a su hermano John. Así, cuando Roger murió sin descendencia el 6 de diciembre de 1306, su título se extinguió y sus propiedades pasaron a pertenecer a la Corona y fueron finalmente otorgadas a Tomás de Brotherton.